# Earth 2150
Earth 2150 est un jeu vidéo de stratégie en temps réel développé par TopWare Interactive et publié par Strategic Simulations, Inc. le 12 juin 2000. Le jeu fait suite à Earth 2140 publié en 1997. Le jeu se déroule dans un futur de science-fiction dans lequel trois factions s’affrontent sur une Terre ravagé par les conflits raconté dans le premier opus de la série. Earth 2150 met le joueur aux commandes d'armées mécanisées, chaque factions disposant d'unités spécifiques. À sa sortie, le jeu reçu un accueil plutôt positif de la part de la presse spécialisée qui met en avant la qualité de ses graphismes mais qui regrette certains défauts de réalisation. Il est disponible via la plateforme Steam sur Windows mais indisponible sur MacOS et Linux.
Le jeu a fait l'objet de deux extensions standalone baptisées Earth 2150: The Moon Project, Earth 2150: Lost Souls  et  Earth 2150: Trilogy publiées respectivement en 2000 et en 2002. Il a été perçu comme un jeu de stratégie révolutionnaire l'année avant sa sortie mais n'a jamais connu un succès aussi grand qu'on aurait pu le croire.

## Trame
À la suite de la guerre ayant eu lieu dans Earth 2140, la Terre a été déstabilisée de son orbite, et entre dans une réaction en chaîne qui va mener à son inévitable destruction. Le seul espoir de l'humanité est de construire une flotte de vaisseaux interstellaire et de fuir sur Mars. Toutefois, même l'imminente destruction de la Terre n'a pas suffi à mettre un terme à la guerre, qui compte de nouveaux belligérants en plus des anciens:
- Les États Civilisés Unis,  démocratie technologique regroupant l'ensemble du continent américain, dont l'armée est basée sur des robots et des drones
- La Dynastie Eurasienne, résurgence de l'Empire Russe et de l'Union soviétique occupant l'Eurasie et dont les unités ressemblent à des véhicules du XXIe siècle
- la Corporation Lunaire, faction utilisant une technologie de type extraterrestre, qui s'était exilée sur la Lune pour fuir la guerre et qui retourne sur Terre pour récupérer les ressources nécessaires pour aller sur Mars.

Le but final de chaque faction dans le jeu est de rassembler suffisamment de ressources pour construire un vaisseau capable d'aller sur Mars avant que la Terre n'explose.

## Distribution
Sauf indication contraire, les informations mentionnées dans cette section peuvent être confirmées par la base de données cinématographiques IMDb,  présente dans la section « Liens externes ».
- Hans Kobiella : Héros de la Dynastie Eurasienne
- Jürgen Leitwein : Khan Vladimir II, Tsar de la Dynastie Eurasienne
- Domnik Passon : Assistant du Tsar
- Ralf Wetzel : Garde N°1
- Marcus Fuchs : Garde N°2

## Système de jeu
Le système de jeu de Earth 2150 est similaire à celui de son prédécesseur qui s'inspirait d’Alerte Rouge et de Total Annihilation. Comme dans celui-ci, le joueur doit gérer ses ressources, développer sa base et créer une armée pour combattre ses adversaires. Le joueur peut choisir d'incarner le leader d'une des trois factions du jeu – les États Civilisés Unis, la Dynastie eurasienne et la Corporation lunaire -  celles-ci se battant à l’aide de robots et de véhicules mécanisées et chacune d'elles dispose de technologies et de méthodes profondément différentes.
Le jeu se distingue de ses modèles sur plusieurs points :
- Caméra inclinable, zoomable et orientable.
- Écran divisible.
- Carte aériennes et souterraines.
- En mode campagne, présence d'une base principale sécurisée dans laquelle regrouper et réparer ses unités, les missions se déroulant sur un autre carte distincte que l'on peut rejoindre avec un transporteur dédié.
- Conditions climatiques évolutives.
- Alternance Jour/Nuit.
- Brouillard de guerre réaliste.
- Relief terrestre modélisable.
- Possibilité de creuser des tranchées, d'aplanir le sol, de creuser des tunnels, de bâtir des ponts et des murailles, de rassembler les unités en formations de combat, de capturer bâtiments et unités.
- Importance du ravitaillement en munitions et du camouflage.
- Théâtres multiples: Aériens, terrestres, souterrain, marins
- Personnalisation des unités selon de multiples combinaisons.
- Des graphismes incroyable pour l'époque ou le jeu est sorti.

Comme dans la plupart des jeux de stratégie en temps réel, l'objectif est de rayer de la carte la moindre menace ou de capturer le drapeau de ses adversaires en conservant le sien. Pour ce faire, des véhicules sont disponibles en début de partie comme un constructeur, ou peuvent être fabriqués au cours de celle-ci selon le mode de jeu choisi Campagne ou Escarmouche. Les véhicules y sont constitués d'un châssis d'une tourelle et d'un bouclier. Selon les options de développements choisies par les joueurs au sein de l'arbre des technologies disponibles, il en existera de différentes sortes, variant en points de vie, blindage, vitesse, armements, et en capacités spéciales. La phase de conception des unités est l'un des principaux attraits du jeu, châssis et tourelles pouvant être assemblées en de multiples combinaisons décidant pour beaucoup de l'issue des combats.

## Extensions
Le jeu a fait l'objet de deux extensions standalone baptisées Earth 2150: The Moon Project et Earth 2150: Lost Souls publiées respectivement en 2000 et en 2002,.
La première extension, The Moon Project, est publié en 2000 sous forme de stand-alone. Elle transpose le conflit entre les trois factions du jeu sur la Lune. Son scénario est centré sur le projet de la Corporation Lunaire de construire un canon capable de tirer sur la Terre depuis la Lune et sur la tentative des deux autres camps de l'en empêcher. La principale nouveauté de l'extension est l'ajout de nouvelles unités et technologies. Parmi ces dernière, l'extension introduit notamment un générateur de tremblement de terre qui permet d'aller sous une base ennemie pour déclencher une catastrophe et la détruire. Elle introduit également des transports de troupes aériens et des canons électriques, ainsi que des armes dédiés à la défense antiaérienne. L'extension ajoute également une nouvelle campagne, de nouvelles cartes pour le mode multijoueur et des éditeurs de niveau et de script permettant de créer des campagnes.
La seconde extension, Lost Souls, est publié en 2002, également sous forme de stand-alone. Son scénario se concentre sur le sort des forces restée sur Terre après le départ des vaisseaux d'évacuation. La principale nouveauté de cette extension est que les trois scénarios de la campagne se suivent et forment ensemble une histoire cohérente, vue du point de vue de chaque commandant: le Général Fédorov des Commandos d'Assaut Mobiles de la Dynsatie Eurasienne, Fang pour la Corporation Lunaire et Marcus Gordin, Ministre de la Défense des États Civilisé Unis.

## Accueil

### Earth 2150
| Earth 2150            |      |        |
| Média                 | Nat. | Notes  |
| Computer Gaming World | US   | 4/5    |
| Eurogamer             | US   | 80 %   |
| Gamekult              | FR   | 6/10   |
| GameSpot              | US   | 8,1/10 |
| GameSpy               | US   | 78%    |
| Gen4                  | FR   | 4/6    |
| IGN                   | US   | 8,9/10 |
| Jeuxvideo.com         | FR   | 16/20  |
| Joystick              | FR   | 89 %   |

### The Moon Project
| The Moon Project      |      |        |
| Média                 | Nat. | Notes  |
| Computer Gaming World | US   | 3.5/5  |
| Eurogamer             | US   | 60 %   |
| Gamekult              | FR   | 6/10   |
| GameSpot              | US   | 8,2/10 |
| GameSpy               | US   | 92%    |
| Gen4                  | FR   | 14/20  |
| IGN                   | US   | 7,5/10 |
| Jeuxvideo.com         | FR   | 16/20  |
| Joystick              | FR   | 88 %   |

### Lost Souls
| Lost Souls            |      |       |
| Média                 | Nat. | Notes |
| Computer Gaming World | US   | 2/5   |
| GameSpot              | US   | 78 %  |
| PC Gamer UK           | GB   | 72 %  |

## Postérité
Le jeu a fait l'objet d'une suite développé par Reality Pump, baptisée Earth 2160 et publiée en 2005. Elle n'a pas connu un grand succès.